# Bernard Archard
Bernard Archard (* 20. August 1916 in Fulham; † 1. Mai 2008 in Witham Friary, Somerset) war ein britischer Schauspieler.

## Leben und Karriere
Archard war das Kind einer gutsituierten Familie; sein Vater war Bürgermeister von Fulham und im Zivilberuf Juwelier. Mit Hilfe eines Stipendiums begann er 1938 das Schauspielstudium bei der Royal Academy of Dramatic Art. Während des Krieges absolvierte Kriegsdienstverweigerer Archard seinen Wehrersatzdienst bei den Quäkern.
Nach Beendigung des Krieges nahm er die Tätigkeit als Bühnenschauspieler wieder auf – in der Saison 1938/39 hatte er erste Erfahrungen gesammelt. Bis Mitte der 1950er Jahre war er in zahlreichen Engagements im ganzen Land zu sehen; ab 1948 zusammen mit seinem Lebensgefährten James Belchamer, den er 1948 beim Theaterfestival in Edinburgh kennengelernt hatte. Beide gehörten etliche Jahre einem Tourneetheater an, das seinen Sitz in Torquay hatte.
Da großer Erfolg nicht in Sicht war, wollten beide Ende der 1950er Jahre nach Kanada auswandern, als etliche Fernsehengagements die Pläne auf Eis legten. 1959 verpflichteten die Produzenten Elwyn Jones und Robert Barr Archard für die Hauptrolle in Spycatcher, einer 24-teiligen Fernsehserie, die bis 1961 produziert wurde. Von nun an war der großgewachsene, distinguiert aussehende Archard ein gefragter Star; neben sich häufenden Filmauftritten hatte er Gastrollen in zahlreichen TV-Sendungen, so als Chief Inspector McPhail neben Francis Matthews und Ros Drinkwater in zwei Folgen der deutsch-britischen Fernsehserie Paul Temple oder in Doctor Who, Z Cars, Die Profis, Geheimauftrag für John Drake, Mit Schirm, Charme und Melone oder Dad’s Army. Daneben war er weiterhin auf der Bühne zu sehen, u. a. in der Saison 1980/81 am Old Vic.
1992 zog sich Archard vom aktiven Filmgeschehen zurück; im Alter von neunzig Jahren ließ er seine Beziehung zu Belchamer als Eingetragene Partnerschaft registrieren.

## Filmografie (Auswahl)
- 1960: Das Dorf der Verdammten (Village of the Damned)
- 1960, 1966: Geheimauftrag für John Drake (Danger Man, Fernsehserie, 2 Folgen)
- 1961: Clue of the New Pin
- 1961: Die Verfolger (The Pursuers, Fernsehserie, 1 Folge)
- 1961: Man Detained
- 1962: Flat Two
- 1962: Die Totenliste (	The List of Adrian Messenger)
- 1962; Sir Francis Drake (Fernsehserie, 1 Folge)
- 1965, 1968: Mit Schirm, Charme und Melone (The Avengers, Fernsehserie, 2 Folgen)
- 1966–1975: Doctor Who (Fernsehserie, 10 Folgen)
- 1968: Ein dreckiger Haufen (Play Dirty)
- 1969: Callan (Fernsehserie, 1 Folge)
- 1969, 1971: Paul Temple (Fernsehserie, 2 Folgen)
- 1970: Song of Norway
- 1970: Frankensteins Schrecken (The Horror of Frankenstein)
- 1972: Black Beauty (Fernsehserie, 1 Folge)
- 1980: Die Seewölfe kommen (The Sea Wolves)
- 1983: Krull
- 1983: Die Profis (The Professionals, Fernsehserie, 1 Folge)
- 1985–1987: Jim Bergerac ermittelt (Bergerac, Fernsehserie, 2 Folgen)
- 1985: Quatermain – Auf der Suche nach dem Schatz der Könige (King Solomon’s Mines)
- 1986: William Tyndale – Geächtet im Namen Gottes (God's Outlaw: The Story of William Tyndale)
- 1991: Mehr Schein als Sein (Keeping Up Appearances, Fernsehserie, 1 Folge)
- 1992–1994: Emmerdale Farm (Fernsehserie, 24 Folgen)